# Bawół (rodzaj)
Bawół (Syncerus) – rodzaj ssaków z podrodziny bawołów (Bovinae) w obrębie rodziny wołowatych (Bovidae).

## Rozmieszczenie geograficzne
Rodzaj obejmuje gatunki występujące w Afryce.

## Morfologia
Długość ciała 180–340 cm, długość ogona 50–110 cm, wysokość w kłębie 100–175 cm; długość rogów 35–116 cm; masa ciała 250–900 kg.

## Systematyka
Rodzaj zdefiniował w 1847 roku angielski etnolog i zoolog Brian Houghton Hodgson w artykule poświęconym rodzajom przeżuwaczy opublikowanym na łamach The Journal of the Asiatic Society of Bengal. Hodgson wymienił dwa gatunki – Bos brachyceros J.E. Gray, 1837 i Bos bornouensis C.H. Smith, 1842 (= Bos caffer Sparrman, 1779) – z których gatunkiem typowym jest Bos brachyceros J.E. Gray, 1837. 

### Etymologia
- Syncerus (Cyncerus): gr. συν sun ‘razem’; κερας keras, κερατος keratos ‘róg’[12].
- Planiceros: łac. planus ‘poziom, płaszczyzna’; gr. κερας keras, κερατος keratos ‘róg’[13]. Gatunek typowy: Gray wymienił trzy gatunki – Bos brachyceros[a] J.E. Gray, 1837, Bubalus centralis J.E. Gray, 1872 (= Bos caffer Sparrman, 1779) i Bubalus reclinis Blyth, 1863 (= Bos caffer Sparrman, 1779) – z których gatunkiem typowym jest Bubalus centralis J.E. Gray, 1872 (= Bos caffer Sparrman, 1779).
- Synceros: gr. συν sun ‘razem’; κερας keras, κερατος keratos ‘róg’[12]. Gatunek typowy (oznaczenie monotypowe): Bos caffer Sparrman, 1779.
- Bathyleptodon: gr. βαθυς bathus ‘wysoki, głęboki’[14]; λεπτος leptos ‘delikatny, drobny’[15]; οδους odous, οδοντος odontos ‘ząb’[16]. Gatunek typowy (oryginalne oznaczenie): Bathyleptodon aberrans Lönnberg, 1937 (= Bos caffer Sparrman, 1779).
- Homoioceras: gr. ὁμοιος homoios ‘jak, przypominający’[17]; κερας keras, κερατος keratos ‘róg’[18]. Gatunek typowy (oryginalne oznaczenie): Homoioceras singae Bate, 1949 (= Bos caffer Sparrman, 1779).

### Podział systematyczny
Część ujęć systematycznych do rodzaju Syncerus zalicza tylko S. caffer inne zaś w obrębie rodzaju wyróżniają cztery gatunki (caffer, brachyceros, matthewsi i nanus) w oparciu o analizy kraniometryczne (cechy czaszki i rogów) oraz genetyczne; tutaj klasyfikacja za Mammals Diversity Datbase i All the Mammals of the WOrld (2023) z jednym współcześnie występującym gatunkiem:
- Syncerus caffer (Sparrman, 1779) – bawół afrykański

Opisano również kilka gatunków wymarłych:
- Syncerus acoelotus A.W. Gentry & A. Gentry, 1978[20]
- Syncerus andersoni (W.B. Scott, 1907)[21]
- Syncerus antiquus (Duvernoy, 1851)[22]
- Symcercus iselini (Stehlin, 1934)[23]